# HK AG36榴彈發射器
HK AG36（直译：「下掛型榴弹发射器36式」是德國一款下掛型單發榴彈發射器，發射40×46毫米低速榴彈。
該榴弹发射器的主要設計概念是下掛於HK G36突击步枪，設計者是德国武器生產公司黑克勒&科赫的總公司奧伯恩多夫卡。它是在用作黑克勒&科赫對參與美国陆军的增強型榴彈發射器模組（Enhanced Grenade Launcher Module，EGLM）的競標產品當中首次現身，而且為了用於增加在下掛於XM8和FN SCAR兩枝步槍後的性能評價。
名稱中的「AG」經常被誤以為源于「Gewehr 36」的“附挂配件”，但其實是是德语 Anbau-Granatwerfer 的縮寫，字面上的意思是「下掛型榴弹发射器」；而「36」之名则确实是來自原來的武器，也就是旨在提高的HK G36的性能。它也可通過增加手槍握把配件改裝成一具獨立的肩射型榴彈發射器武器系統，而且可以安裝LLM01戰術燈及雷射模組以提升精度。

## 設計特點

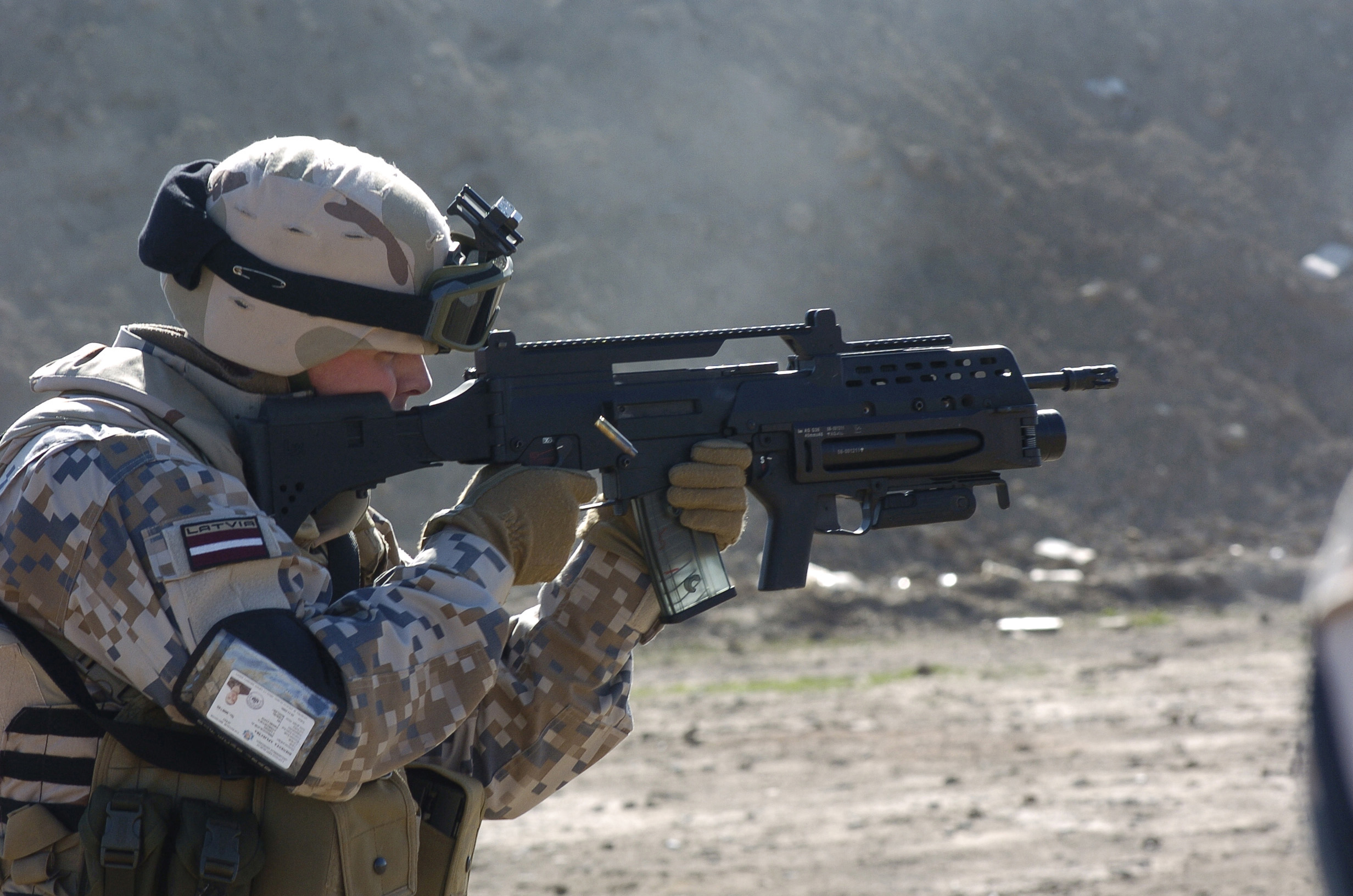
下掛於拉脫維亞士兵的HK G36KV卡宾枪的HK AG36。

包括HK G36系列在內，現在有許多的現代武器系統，廣泛使用聚合物和高強度铝。而在HK AG36榴弹发射器有助於降低其質量不均衡的情況和提高耐用性。它採用使用便利的雙動式操作扳機機構，發射機座的兩側都裝有手動式保險桿。它幾乎能夠發射所有的40×46毫米低速榴彈，包括橡膠子彈、防暴彈、催淚彈、煙霧彈、胡椒氣體彈（內有辣椒油樹脂，化學性質上和胡椒噴霧一樣）、照明彈、白磷彈、鹿彈、鏢彈、人員殺傷彈、和高爆彈。就算AG36下掛於任何的步枪，它亦不會影響步槍的精度或其操作系統。另外，AG36亦將會成為亦是德國未來士兵系統（德語：Infanterist der Zukunft，簡稱：IdZ）的一部份，自2013年起搭配FN FCU-1.5M彈道計算機一起使用。
AG36是一具單發式武器，有類似M79式設計的中折式裝填型槍管。和美軍現役的M203的設計相反，AG36的設計是橫向式裝填，並可以在必要時使用更長的彈藥（例如橡膠子彈、防暴彈、催淚彈），因此使用起來比較靈活，可發射所有的40×46毫米低速榴彈系列。裝填彈藥時，要先壓住扳機前端的保險桿，以槍管前端為軸心向左轉開以裝填彈藥。因此當槍管打開時，後膛就在左邊。它是通過專門護木掛在步槍以上，因此原來裝在步槍上的護木會被AG36所取代。此類武器的發射座下面具有一個連著扳機護環的手動保險桿和一支方便舒適地握持的手槍握把，所以無論裝在傳統式還是步槍上都能方便使用，也比起使用彈匣充當握把（如M16／M203組合）的榴彈發射器用起來舒適。針對熟練的使用者而同時設計其工程塑料製造的立式標尺及準星型瞄具，此瞄具可安裝於武器的左右兩邊。裝上立式標尺及準星型瞄具後最大距離是400公尺（437.45碼，1,312.34英尺）。立式標尺每一行增加50公尺（54.68碼），左邊（黃色）是用於在30公尺內發射近距離用彈藥，而右邊（白色）是用於發射範圍達350公尺的低速榴彈。在不使用時亦可折疊或拆卸下來。由於裝上MIL-STD-1913戰術導軌，亦可安裝激光瞄准器（LLM）或其他輔助瞄准器。另外，如果要把AG36由附加型榴弹发射器改装成為肩射型，只需要裝上槍托组件就可。
AG36的設計本來就是下掛於HK G36，而可行的下掛對象是標準型（G36、G36E）或短型（G36K、G36KE）。但由於其模塊化設計的關係，因此AG36本身亦可以很容易去下掛於其他步槍，例如M16、CAR-15、M4／A1、加拿大柯爾特（前身為迪瑪科）的C7、C8和同一間公司推出的HK416、HK417。

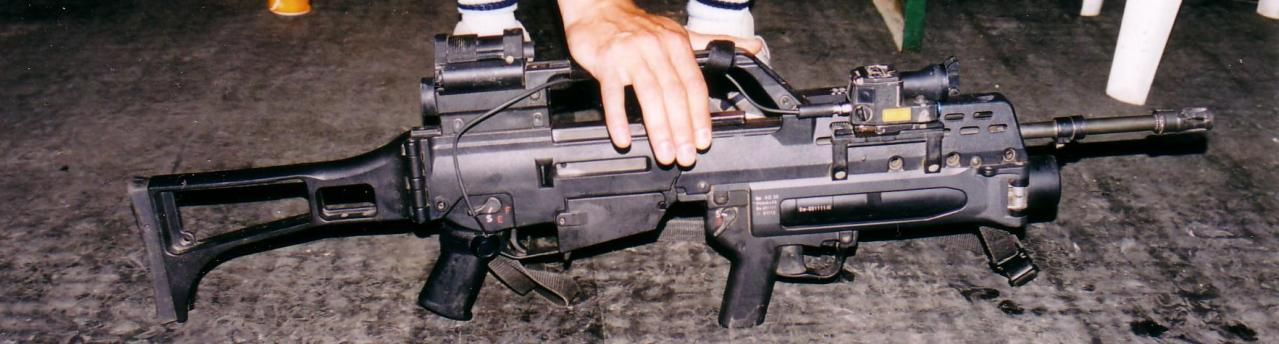
下掛於HK G36K卡宾枪的HK AG36。

## 衍生型

### L17 UGL和L123A2 UGL

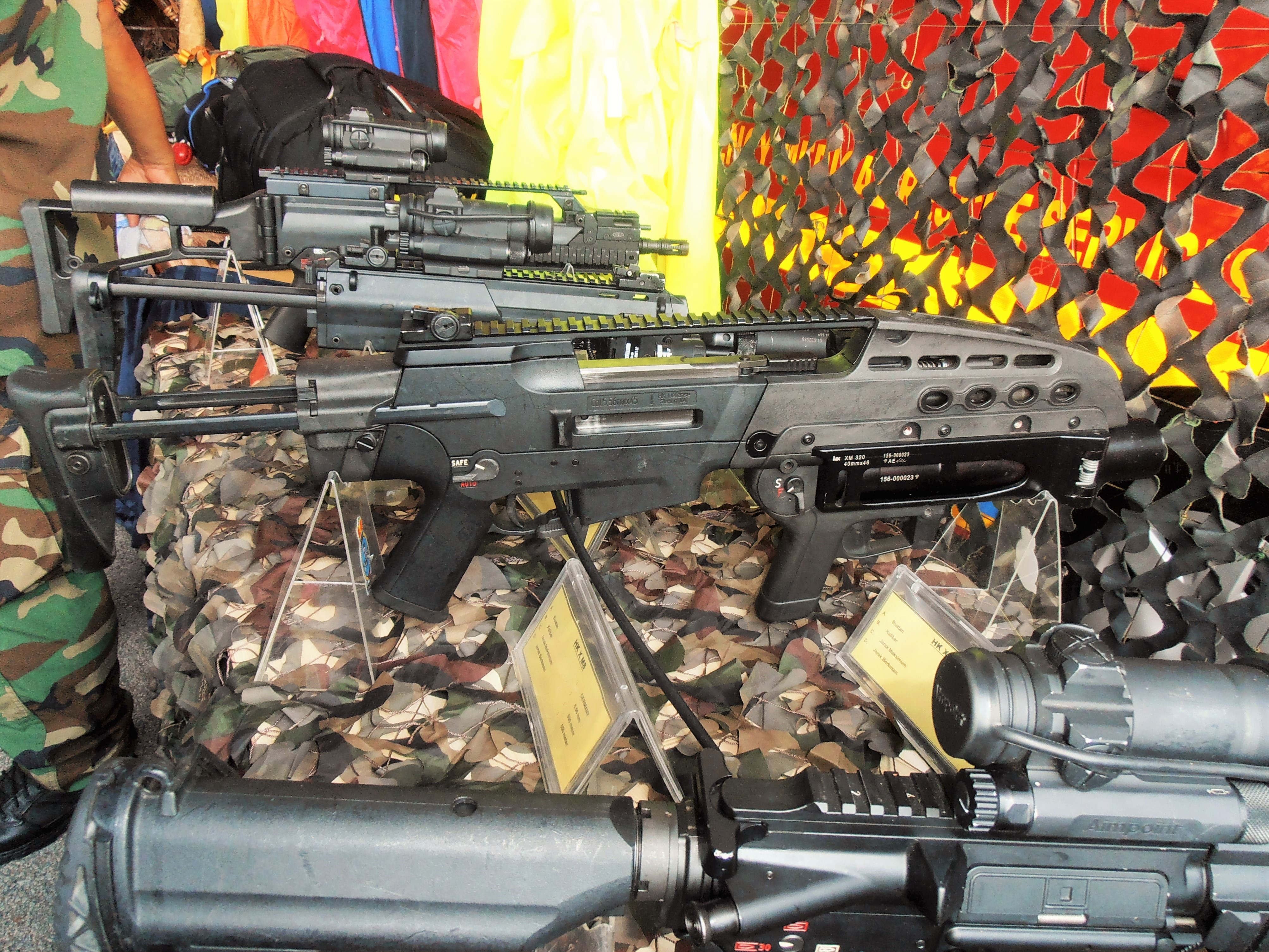
马来西亚皇家海军展出的XM8及其下掛的HK AG36。

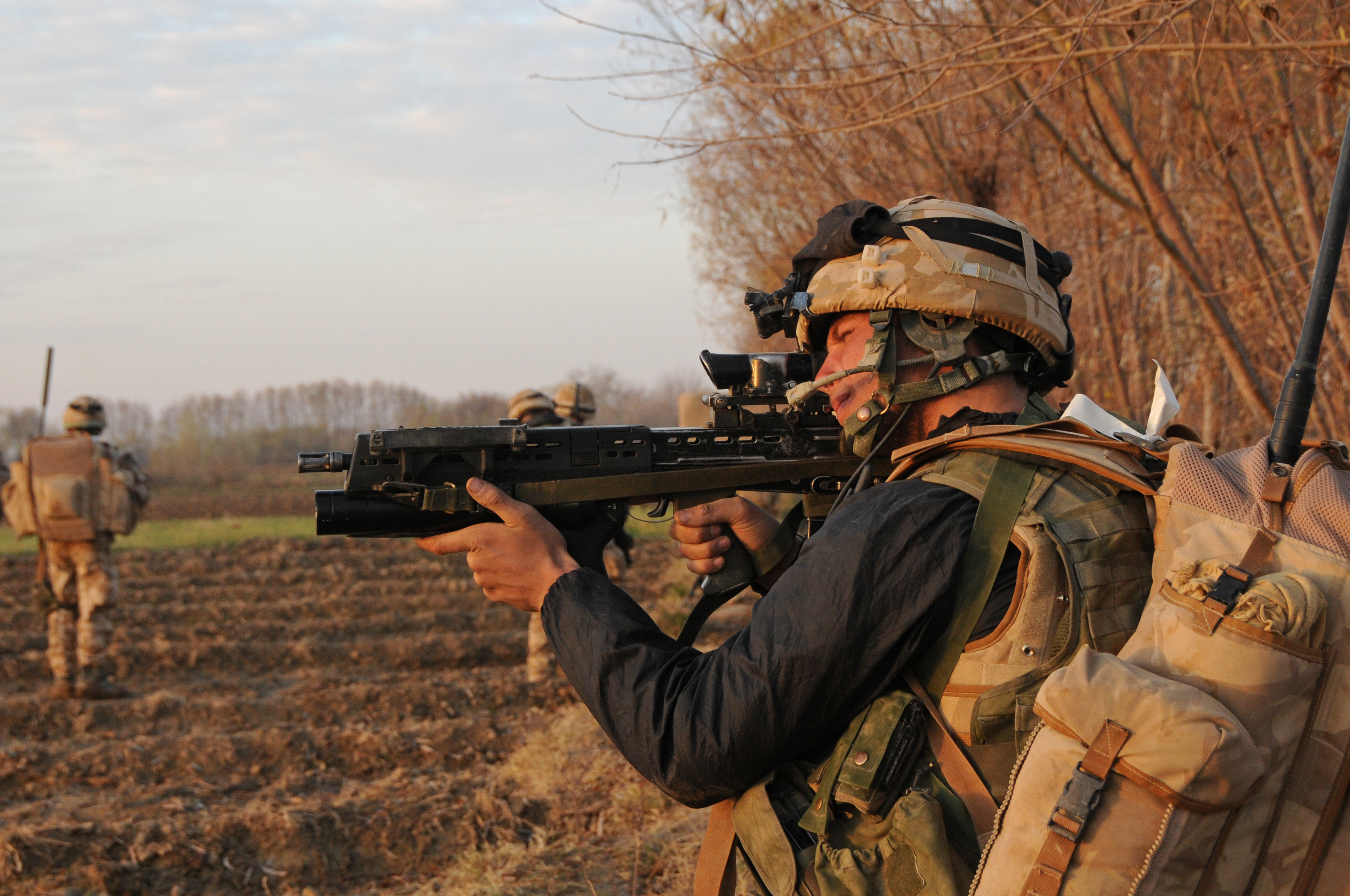
下掛於英国L85A2步枪的L17A2 UGL。

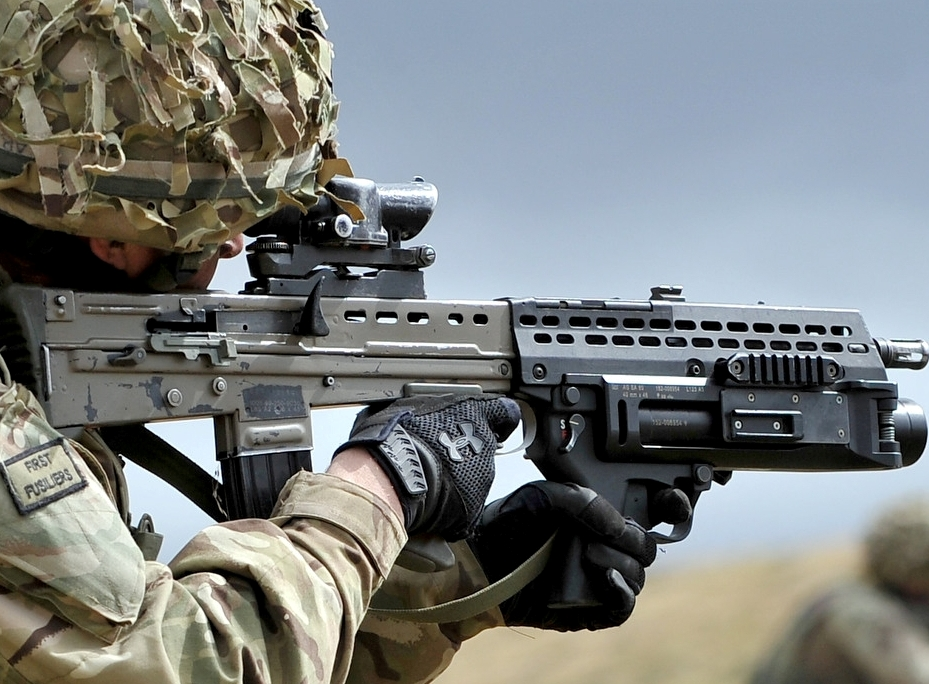
下掛於英国L85A2步枪的L123A1 UGL。

英国L17A1 UGL和L123A2 UGL（UGL，意為：槍管下掛式榴彈發射器）是一具下掛於槍管以下的40毫米榴弹发射器。L123A2 UGL主要是下掛於英國陸軍的制式步槍L85A2，而較少量的L17A1主要是下掛於英國特種部隊（英語：United Kingdom Special Forces，簡稱：UKSF）和探路野戰排（英語：Pathfinder Platoon）的卡賓槍（L119A1）。兩者皆由黑克勒&科赫以HK AG36作為基礎，經過改進後才設計和生產。其UGL在2003年在「Operation Telic」行動期間首次曝光。同時UGL取代了通用槍榴彈系統（簡稱：RGGS）。每個步兵营之下的伍之中會有一名步兵的步槍下掛一具UGL。

### AG-C/EGLM

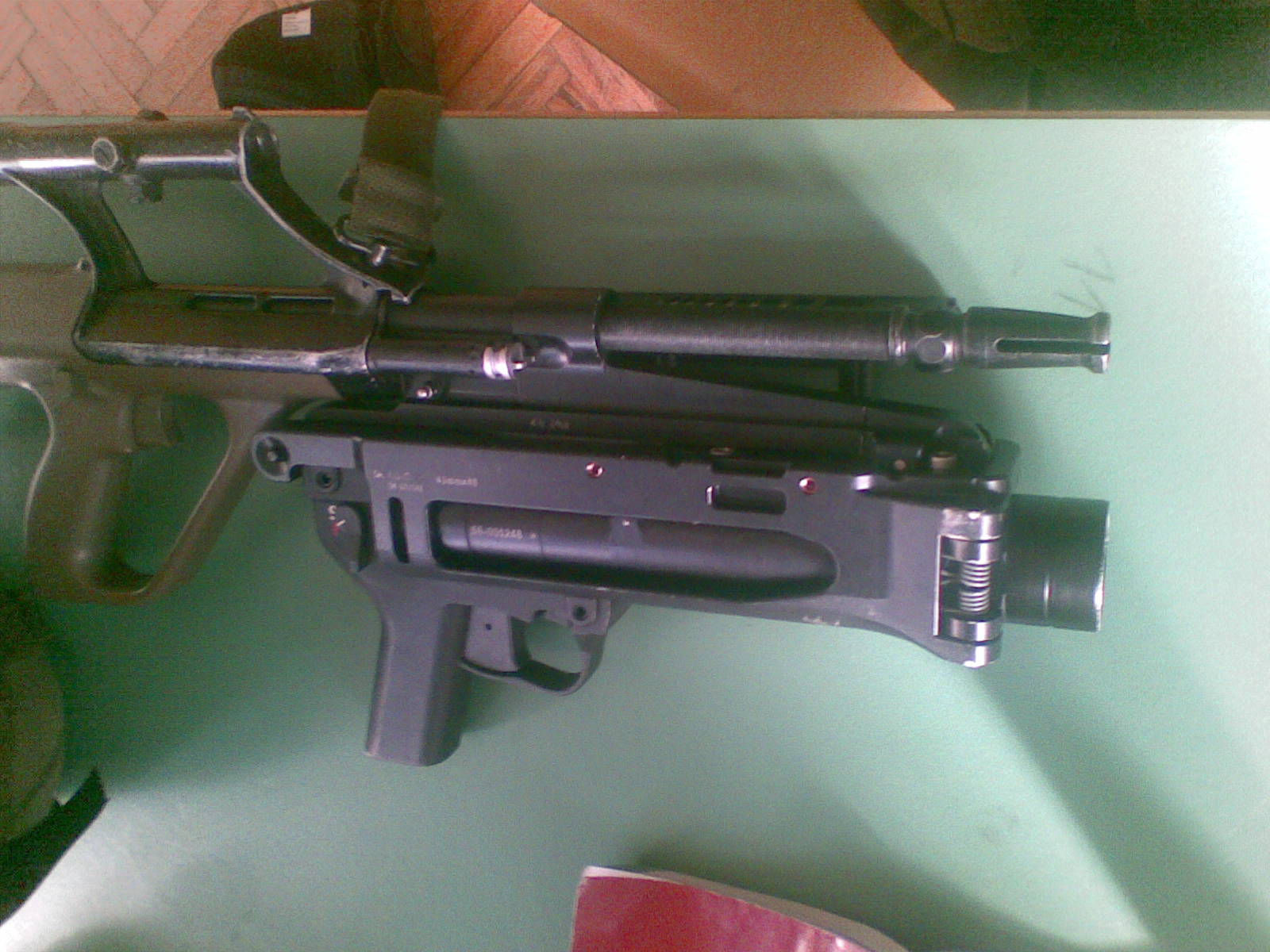
HK AG-C/GLM下掛於Steyr AUG A1突击步枪。

HK AG-C/EGLM是AG36的另一款版本，可利用MIL-STD-1913戰術導軌安裝在各種步槍之下。

### M320

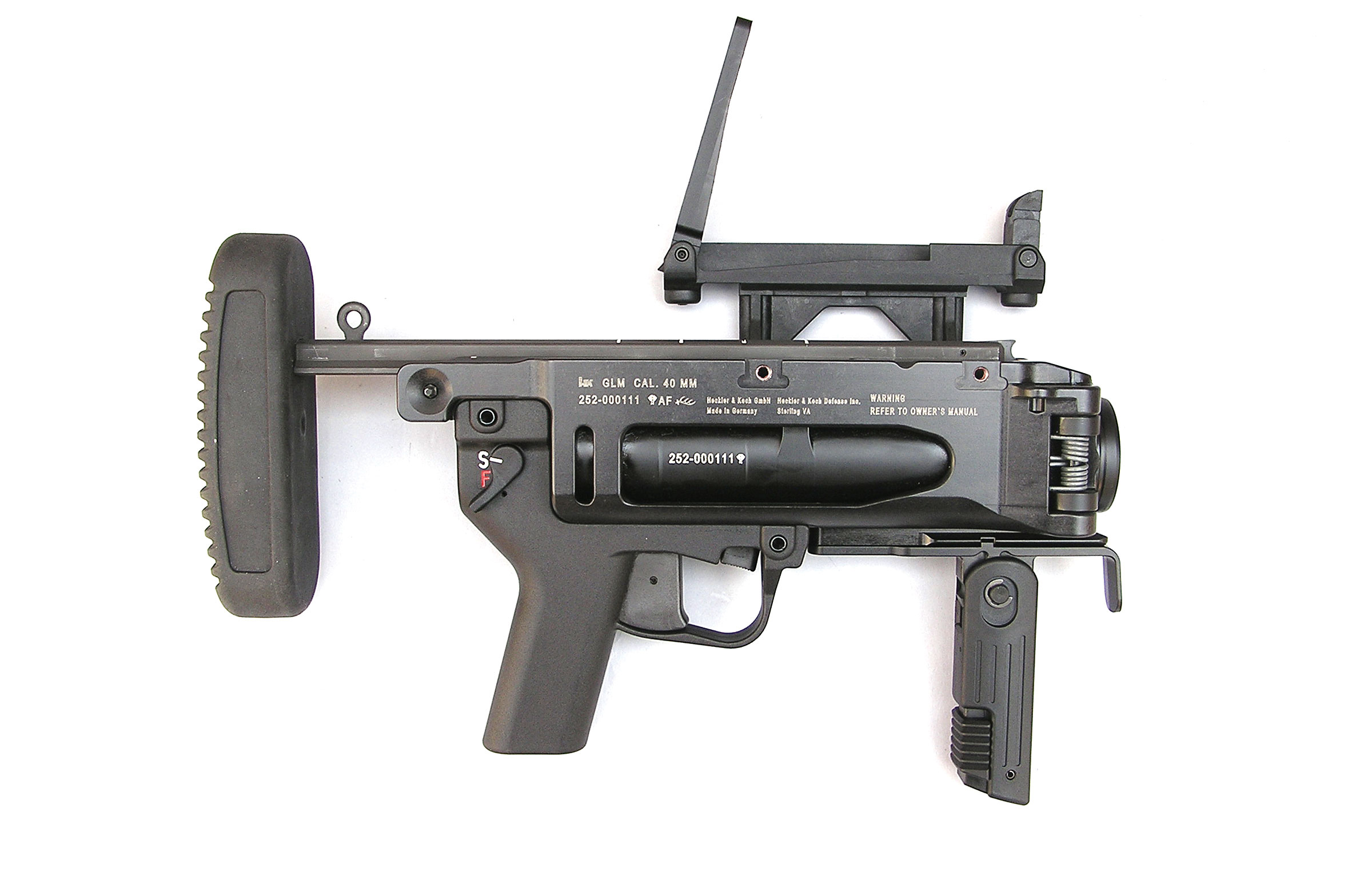
裝有可拆式槍托的獨立使用版M320。

M320榴彈發射器模組（英語：M320 Grenade Launcher Module，簡稱：GLM）是為了取代過去的幾十年裡一直是在美國陸軍中的服役的M203榴彈發射器，但M320下掛於槍管底下，AG36則安裝在護木下。

### AG36A1
AG36A1是針對AG36作為德國未來士兵系統（德語：Infanterist der Zukunft，簡稱：IdZ）的一部分而對AG36的細查作出多種改進的型號。除此之外，並預留設計空間以適應未來的40×46毫米或25×40毫米口徑空爆榴彈。

### HK169
HK169是HK AG36的肩射型版本，亦是HK69榴彈發射器的後繼型。

## 使用國
- 奥地利
- 捷克
- 法國
- 德国
  - 德國聯邦國防軍（將完全取代HK69及HK79兩種榴彈發射器）[5]
- 匈牙利
  - 匈牙利武裝部隊（下掛在AK-63突擊步槍以上）
- 印度尼西亞
- 愛爾蘭
- 科索沃
  - 科索沃安全部隊
- 拉脫維亞[6]
- 黎巴嫩
  - 國內治安部隊
- 立陶宛
  - 立陶宛武裝部隊[7]
- 马来西亚
  - 马来西亚皇家海军特种作战部队
- 墨西哥
- 蒙特內哥羅
- 荷蘭
  - 荷蘭皇家陸軍[6]
- 挪威
- 菲律賓
- 波蘭
- 葡萄牙
  - 葡萄牙陸軍
- 羅馬尼亞
- 塞爾維亞
  - 塞爾維亞陸軍特別旅[8]
- 斯洛伐克
- 西班牙[6]
- 瑞典
- 泰國
  - 泰國皇家海軍陸戰隊
- 土耳其
- 英国
  - 英國武裝部隊[9]（被命名為UGL（L17A1和L17A2），分別是下掛於L119A1卡賓槍和L85A2突击步枪）[5]

## 流行文化
HK AG36榴彈發射器系列同時出現在不少电影、电子游戏和动画裡，例如：

### 電影
- 2002年—：型號為AG36，下掛於保護傘公司的突擊隊員所使用的HK G36K以上（不曾使用）。
- 2003年—：型號為AG36，下掛於梅羅文加一名手下所使用的HK G36K以上（不曾使用）。

### 電子遊戲
- 2004年—：型號為AG36，安裝於HK G36KV（奇怪地該槍在遊戲內被命名為“AG36”）以上。
- 2018年—《叛亂：沙漠風暴》：下掛於HK G36K以上。

### 動畫
- 2014年—《ALDNOAH.ZERO》：型號為AG36，第3話被界塚雪（かいづか ユキ，CV：大原沙耶香）用作信號槍。

## 資料來源
1. ↑  .   [2009-06-05]. （原始内容存档于2009-03-26）.
2. ↑  .   [2009-06-05]. （原始内容存档于2008-09-10）.
3. ↑   (PDF).   [2013-11-24]. （原始内容存档 (PDF)于2013-12-04）.
4. ↑  .   [2011-01-11]. （原始内容存档于2010-12-16）.
5. 1 2   (PDF).   [2010-04-12]. （原始内容 (PDF)存档于2010-09-22）.
6. 1 2 3  Jones, Richard D. Jane's Infantry Weapons 2009/2010. Jane's Information Group; 35 edition（January 27, 2009）. ISBN 978-0710628695.
7. ↑  .   [2009-03-03]. （原始内容存档于2009-08-05）.
8. ↑  .   [2015-02-24]. （原始内容存档于2015-02-24）.
9. ↑  .   [2011-04-08]. （原始内容存档于2012-02-03）.

## 外部連結
- Sören Sünkler: "Elite- und Spezialeinheiten Europas". Motorbuch Verlag 2008. ISBN 3-613-02853-0
- （英文）—Heckler & Koch official page—AG36（页面存档备份，存于）
- （英文）—Heckler & Koch :: Product Overview—AG36（页面存档备份，存于）
- （英文）—HKPRO—AG36（页面存档备份，存于）
- （英文）—Modern Firearms—AG36 / AG-C / EGLM / XM320 grenade launcher（页面存档备份，存于）
- （英文）—Heckler & Koch AG36 / AG-C / EGLM / XM320（页面存档备份，存于）
- （英文）—The Infantry's Explosive Punch (Asian Military Review article)
- （英文）—weaponsystems.net－AG36（页面存档备份，存于）
- （英文）—Military, Security and Civilian Guns and Equipment—Heckler & Koch HK AG36（页面存档备份，存于）
- （英文）—YouTube上的HK G36K With AG36 Grenade Launcher
- （简体中文）—D Boy Gun World（槍炮世界）—AG36／AG-C EGLM榴弹发射器（页面存档备份，存于）
- （简体中文）—轻兵器—HK 40mm系列单发榴弹发射器发展之路 (三)
- （繁體中文）—Civilian Gunner—H&K AG36（页面存档备份，存于）